# الفساد في غانا
شاع الفساد السياسي في غانا منذ استقلالها. منذ عام 2006، أحرزت غانا تقدمًا طفيفًا في مؤشر مدركات الفساد الصادر عن منظمة الشفافية الدولية، فتفوقت على إيطاليا والبرازيل. مع ذلك، تزايد إدراك أن الفساد المرتبط بالحكومة في غانا آخذ في الازدياد. في عام 2021، احتلت غانا المرتبة 73 في مؤشر مدركات الفساد، متعادلة بذلك مع المجر والكويت والسنغال وجزر سليمان. على الرغم من أن الفساد في غانا منخفض نسبيًا مقارنة بالدول الأخرى في إفريقيا، غالبًا ما تشير الشركات إلى الفساد وتصفه بالعقبة أمام ممارسة الأعمال التجارية في البلاد. انتشر الفساد في العقود الممولة محليًا، إذ تتلقى الشركات رشاوي عند عملها في المناطق الريفية.
كتب فيكتور لي فاين في كتابه الصادر عام 1975 أن الرشوة والسرقة والاختلاس تنبع من الاعتقاد السائد بأن الفائز يأخذ كل شيء، أي أن السلطة والعلاقات الأسرية تتفوق على سيادة القانون. يُعتبر الفساد في غانا أقل انتشارًا نسبيًا مقارنة بالدول الأخرى المجاورة.
لا تندرج غانا ضمن قائمة الدول الموقعة على اتفاقية منظمة التعاون والتنمية في الميدان الاقتصادي لمكافحة الرشوة. مع ذلك، اتخذت إجراءات لتعديل القوانين المتعلقة بالإدارة المالية العامة والمشتريات العامة. يسعى قانون المشتريات العامة، الصادر في يناير 2004، إلى مواءمة المبادئ التوجيهية العديدة للمشتريات العامة في البلد، بالإضافة إلى موافقة المشتريات العامة مع معايير منظمة التجارة العالمية. يهدف القانون الجديد إلى تحسين المساءلة والقيمة مقابل المال والشفافية وكفاءة استخدام الموارد العامة.
مع ذلك، انتقد البعض في المجتمع المدني القانون بوصفهم إياه بغير الكافي. شرعت الحكومة، بالاشتراك مع ممثلي المجتمع المدني، على صياغة مشروع قانون حرية المعلومات، والذي سيتيح مزيدًا من الوصول إلى المعلومات العامة. لا يمكن للشركات أن تتوقع الشفافية الكاملة في العقود الممولة محليًا في إطار قانون المشتريات الجديد. ما تزال هناك مزاعم تشير إلى الفساد في عملية المناقصة وألغت الحكومة في الماضي جوائز المناقصة الدولية بذريعة المصلحة الوطنية.
أفادت الشركات بأنها طلبت «خدمات» من جهات الاتصال في غانا، مقابل تسهيل المعاملات التجارية. أعلنت حكومة غانا التزامها بضمان عدم استغلال المسؤولين الحكوميين مناصبهم لإثراء أنفسهم. مع ذلك، فإن قيمة الرواتب الحكومية متواضعة، ولا سيما بالنسبة للموظفين الحكوميين ذوي التصنيف المنخفض، ومن المعروف أن هؤلاء الموظفين يطلبون «رشاوي» (إكرامية) مقابل المساعدة في طلبات الترخيص والتصاريح.

## قطاعات الفساد

### البرلمان
في فبراير 2018، وُجهت تهمة التسبب بخسارة 4.1 مليون سيدني غاني إلى عضو البرلمان عن دائرة تشيانا باغا، أبوغا بيليه وأُدين وحوكم بالسجن لمدة ست سنوات. في يونيو 2009، استقال مبارك منتقى من منصبه وزيرًا للشباب والرياضة بأوامر من الرئيس ميلز بعد التحقيقات في عشرات الادعاءات الموجهة ضده بما في ذلك سوء الممارسة المالية وإساءة استخدام السلطة. طلبت لجنة حقوق الإنسان والعدالة الإدارية في غانا من مبارك منتقى إعادة الأموال المختلسة.
في سبتمبر 2009، طالبت جماعة ضغط لجنة حقوق الإنسان والعدالة الإدارية بالتحقيق في قضية ماهاما أياريغا لاقتنائه 5 جرافات مدعومة من وزارة الزراعة كانت مخصصة لدعم المزارعين المحرومين في المجتمعات الريفية. في البداية، علقت لجنة التعيينات في البرلمان الموافقة على تعيينه وزيرًا إلى حين انتهاء التحقيقات، والتي برأته بعد ذلك. جادل ماهاما أياريغا أن طلبه للحصول على الجرافات «جرت الموافقة عليه» ولم يكن على علم بوجود مخطط «ترتيبات ميسورة التكلفة» مرتبط بشراء الجرافات. أُعيد فتح التحقيق في يوليو 2017 عندما شكل حزب سياسي مختلف حكومة جديدة.

### الطب
في عام 2017، أكد نائب وزير الصحة، كينغسلي أبواجي جيدو، على وجود معدلات عالية من الفساد في قطاع الصحة في غانا بسبب انخفاض مستوى المساءلة. مثلًا، يحوّل أطباء مستشفى تامالي التعليمي المرضى من المستشفى إلى عياداتهم والمرضى لشراء الأدوية والفحوصات المخبرية خارج المستشفى ما يقلل من إيرادات المستشفى، ويتفقون مع الصيدليات والمختبرات ليستفيدوا من الإحالات. احتل قطاع الصحة في غانا المرتبة الثانية من ناحية الفساد في إفريقيا، إذ انتهى الأمر بمعظم الموارد العامة المخصصة في جيوب الأفراد الفاسدين.
الأفراد الفقراء هم الأشخاص الأكثر تضررًا، إذ لا يحصلون على التوعية الكافية بشأن الممارسات الطبية في المستشفى. ينتهي الأمر بالممارسين الطبيين ببيع الأدوية المخففة وحتى طلب الرشاوى للسماح للمرضى بتخطي طوابير الانتظار. في كوفوريدوا في المنطقة الشرقية من غانا، كان من المفترض أن يجري فريق مشترك من المهنيين الطبيين الأمريكيين والغانيين «عملية مشي في سيراكيوز»، وهي عملية جراحية لبعض مرضى التهاب المفاصل الذين وقع الاختيار عليهم. جرى الكشف عن أن بعض المهنيين المحليين في مستشفى سانت جوزيف حصلوا على رشاوي من المرضى المحتملين تتراوح من 100 إلى 6,000 سيدني غاني للسماح لهم بإجراء العملية. في غضون ذلك، لم يكن الفريق الأمريكي على علم بأي مما حدث.

## جهود مكافحة الفساد
ينص دستور عام 1992 على إنشاء لجنة لحقوق الإنسان والعدالة الإدارية. جرى تكليف اللجنة بجملة من الأمور، كالتحقيق في جميع حالات الفساد المزعومة والمشتبه بها واختلاس الموظفين للأموال العامة. مُنحت اللجنة صلاحية اتخاذ التدابير المناسبة، بما في ذلك تقديم تقارير إلى المدعي العام ومراجع الحسابات العام، ردًا على هذه التحقيقات. كُلفت اللجنة كذلك بمقاضاة الجناة المزعومين في حال وجود أدلة كافية لبدء الإجراءات القانونية. بيد أن اللجنة تفتقر إلى الموارد، ولم تجرِ سوى محاكمات قليلة منذ إنشائها.
في عام 1998، أنشأت حكومة غانا مؤسسة لمكافحة الفساد، أُطلق عليها اسم مكتب مكافحة الاحتيال، للتحقيق في الممارسات الفاسدة التي تشمل المؤسسات الخاصة والعامة على السواء. يجري صياغة قانون لتنقيح قانون المنظمة، ومن المتوقع أن يحدد معاملة عائدات الأنشطة الإجرامية. أعلنت الحكومة عن خطط لتبسيط أدوار لجنة حقوق الإنسان والعدالة الإدارية ومكتب مكافحة الاحتيال، وذلك لإلغاء الازدواجية في الجهود. أصدرت الحكومة قانون «المبلغين عن المخالفات» في يوليو 2006، بهدف تشجيع المواطنين الغانيين على التطوع بالإفشاء عن معلومات حول الممارسات الفاسدة للأجهزة الحكومية. في ديسمبر 2006، أصدرت لجنة حقوق الإنسان والعدالة الإدارية مبادئ توجيهية بشأن تضارب مصالح العاملين في القطاع العام. في فبراير 2009، أصبح مشروع قانون حرية المعلومات لا قيد النظر في البرلمان.
في 12 مايو، خلال قمة مكافحة الفساد التي عُقدت في لندن، حثت غانا مندوبيها على التوقيع على جملة من التدابير التي تهدف إلى تقليل الفساد: 1. أن يكون الشعب على اطلاع بما تمتلكه الشركات وما تربحه والصناديق الاستئمانية وغيرها من الكيانات القانونية. 2. الحاجة إلى قواعد أكثر حزمًا لمنع إنفاق الأموال الفاسدة على الممتلكات والسلع الفاخرة. 3. يجب أن يُطلب من البنوك والشركات معرفة من يتعاملون معه، والإبلاغ عن الشركات الوهمية أو الممارسات المراوغة التي يتعرضون لها. 4. يجب على الشركات التي تشتري النفط والغاز والمعادن، وتلك الموجودة في قطاعي الدفاع والبناء، إتاحة تفاصيل ما تدفعه لأي حكومة، في أي مشروع، لعامة الشعب. 5. يجب على الشركات الكشف عن مقدار الضرائب التي تدفعها في كل بلد تنجز فيه الأعمال التجارية. 6. يجب أن تكون جميع عمليات التعاقد الحكومية في جميع أنحاء العالم مفتوحة. 7. يجب أن تكون جميع الميزانيات الحكومية حول العالم متاحة لأي شخص. 8. ينبغي أن يُمنح مكافحو الفساد إمكانية الحصول على البيانات في الوقت المناسب، فضلًا عن التكنولوجيا التي تتيح لهم العمل بفعالية.